# Allophyllum integrifolium
Allophyllum integrifolium är en blågullsväxtart som först beskrevs av A. Brand, och fick sitt nu gällande namn av A. och V. Grant. Allophyllum integrifolium ingår i släktet Allophyllum och familjen blågullsväxter. Inga underarter finns listade i Catalogue of Life.